# Década de 1760 a.C.

Décadas: 1830 a.C. 1820 a.C. 1810 a.C. 1800 a.C. 1790 a.C. - 1780 a.C. - 1770 a.C. - Década de 1760 a.C. - 1750 a.C. 1740 a.C. 1730 a.C.
A Década de 1770 a.C. durou de 1º de janeiro de 1769 a.C. a 31 de dezembro de 1760 a.C.

## Pessoas
- Hamurabi, rei da Babilônia de 1792 a 1750 a.C.
- Rim-Sim I, rei de Larsa de 1822 a 1763 a.C.
- Iarinlim I, rei do Reino amorita de Iamade, na atual Síria, de c. 1780 a 1764 a.C.
- Zinrilim, rei da cidade-estado de Mari de 1775 a 1761 a.C.
- Sibtu, rainha de Zinrilim em seu reinado.